# Supreme Military Council
Supreme Military Council (dt. Oberster Militärrat) (SMC) war eine Militärjunta, die im westafrikanischen Staat Ghana zwischen Oktober 1975 und dem 4. Juni 1979 regiert hat. Das SMC wurde im Zuge der 1974 gestarteten Verwaltungsreform einberufen, deren bedeutsamste Innovation in der Schaffung von 58 Distriktkonzilien lag (Ende 1975 auf 62 erweitert). Der zuvor in Ghana regierende Nationale Erlösungsrat (National Redemption Council) wurde am 9. Oktober 1975 dem Obersten Militärrat als Exekutivorgan unterstellt.
Der SMC stand zunächst unter der Leitung von Ignatius Kutu Acheampong. Am 5. Juli 1978 wurde Acheampong mittels eines „Palastputsches“ von Fred Akuffo gestürzt. Akuffo führte den SMC bis Anfang Juni 1979, als eine Gruppe um den Fliegerleutnant Jerry Rawlings erfolgreich gegen ihn putschte und ihn zum Rücktritt zwang.

## Kommissare
| Regierung Ghanas 1975–1978 | Regierung Ghanas 1975–1978                                                                              | Regierung Ghanas 1975–1978 |
| --- | --- | --- |
| Stellung | offizielle Amtsbezeichnung                                                                              | Amtsinhaber |
| Oberster Militärrat (SMC) | | |
| Staatsoberhaupt und Vorsitzender des Obersten Militärrates | Head of State and Chairman of the Supreme Military Council                                              | (Lieutenant-Colonel, ab März 1976: General) Ignatius Kutu Acheampong                                                                                             |
| Stabschef des Verteidigungsstabes | Chief of the Defence Staff                                                                              | (Major-General) Lawrence Okai (im April 1976); (Lieutenant-General) Frederick William Kwasi Akuffo (im April 1978)                                               |
| Kommandeur der Landstreitkräfte | Army Commander                                                                                          | (Brigadier) Frederick William Kwasi Akuffo (im April 1976); (Major-General) Robert Kotei (im April 1978)                                                         |
| Kommandeur der Seestreitkräfte | Navy Commander                                                                                          | (Commodore) C. K. Djan (im April 1976); (Rear-Admiral) Joey K. Amedume (im April 1978); (Rear Admiral) C. K. Dzang (im März 1977)                                |
| Kommandeur der Luftstreitkräfte | Air Force Commander                                                                                     | (Brigadier) Charles Beausoleil (im April 1976); (Major-General) G. Y. Boakye (im April 1978)                                                                     |
| Kommandeur der Grenztruppen | Border Guard Commander                                                                                  | (Brigadier, später Major-General) E. K. Utuka |
| Generalinspektor der Polizei | Inspector-General of Police                                                                             | Ernest Ako |
| Nationaler Erlösungsrat (NRC) | | |
| Der Nationale Erlösungsrat (NRC) (National Redemption Council) als Exekutivrat des SMC bestand aus allen Mitgliedern des Obersten Militärrates, den Kommandeuren der Ersten und Zweiten Infanterie-Brigade sowie aus folgenden Staatskommissaren (Commissioners of State): | | |
| Staatsoberhaupt, Vorsitzender des Obersten Militärrates und Kommissar für Verteidigung und Finanzen | Head of State and Chairman of the Supreme Military Council and Commissioner for Defence and Finance     | (Lieutenant-Colonel, ab März 1976: General) Ignatius Kutu Acheampong                                                                                             |
| später: | | (Lieutenant-Colonel, ab März 1976: General) Ignatius Kutu Acheampong                                                                                             |
| Vorsitzender des Obersten Militärrates und Kommissar für Verteidigung, Finanzen, Sport und Kakao-Angelegenheiten | Chairman of the Supreme Military Council and Commissioner for Defence, Finance, Sport and Cocoa Affairs | (Lieutenant-Colonel, ab März 1976: General) Ignatius Kutu Acheampong                                                                                             |
| Kommissar für äußere Angelegenheiten | Commissioner for Foreign Affairs                                                                        | (Colonel) Roger J.A. Felli |
| Kommissar für innere Angelegenheiten | Commissioner for Internal Affairs                                                                       | (Inspector-General of Police) Ernest Ako |
| Kommissar für Finanzen | Commissioner for Finance                                                                                | Anthony K. Appiah |
| Das Ressort Finanzen wurde 1976 vom Amt des Staatschef abgekoppelt, lag aber im März 1977 wieder im Verantwortlichkeitsbereich des Staatschefs. | | Anthony K. Appiah |
| Kommissar für Justiz | Commissioner for Justice                                                                                | Gustav Koranteng-Addow (in abweichender Schreibweise: Koranteng-Addo)                                                                                            |
| ab 1976 Kopplung mit dem Amt des Generalstaatsanwalts: | | Gustav Koranteng-Addow (in abweichender Schreibweise: Koranteng-Addo)                                                                                            |
| Kommissar für Justiz und Generalstaatsanwalt | Commissioner for Justice and Attorney-General                                                           | Gustav Koranteng-Addow (in abweichender Schreibweise: Koranteng-Addo)                                                                                            |
| Kommissar für wirtschaftliche Planung | Commissioner for Economic Planning                                                                      | Robert K.A. Gardiner (im April 1976); L. S. Abbey (im April 1978)                                                                                                |
| Kommissar für Industrie | Commissioner for Industry                                                                               | (Lieutenant-Colonel) George Minyila (im April 1976), (Colonel) B. K. Ahlijah (im April 1978)                                                                     |
| Kommissar für Landwirtschaft | Commissioner for Agriculture                                                                            | (Lieutenant-Colonel) Paul K. Nkegbe (im April 1976); (Brigadier) Neville Alexander Odartey-Wellington (im März 1977); (Colonel) Samuel Akwagiram (im April 1978) |
| Kommissar für Kakao-Angelegenheiten | Commissioner for Cocoa Affairs                                                                          | (Commander, später: Captain) J. A. Kyeremeh |
| Das Ressort Kakao-Angelegenheiten ging später auf das Amt des Staatschefs über. | | (Commander, später: Captain) J. A. Kyeremeh |
| Kommissar für Arbeit, soziale Wohlfahrt und Kooperativen | Commissioner for Labour, Social Welfare and Co-operatives                                               | (Commander) J. K. Amedume (im April 1976); Nii Anjetei Kwakwranyai (im April 1978)                                                                               |
| Kommissar für Landnutzung und mineralische Ressourcen | Commissioner for Land and Mineral Ressources                                                            | (Lieutenant-Colonel) T. T. Kutin (im April 1976); (Brigadier) K. Osei-Boateng (im April 1978); (Lieutenant-Colonel) Abdulai Ibrahim (im März 1977)               |
| Kommissar für Handel und Tourismus | Commissioner for Trade and Tourism                                                                      | (Colonel) K. E. Quarshie; daneben Direktor für Tourismus: Kofi Atta Annan (1974–1976)                                                                            |
| Kommissar für öffentliche Arbeiten und Wohnungswesen | Commissioner for Works and Housing                                                                      | (Lieutenant-Colonel) K. A. Jackson (im April 1976); (Major) Edward Yirimambo (im April 1978)                                                                     |
| Kommissar für lokale Verwaltung | Commissioner for local Government                                                                       | (Lieutenant-Colonel) B. K. Ahlijah (im April 1976); (Lieutenant-Colonel) K. A. Jackson (im März 1977); C. K. Tedam (im April 1978)                               |
| Kommissar für Transport und Kommunikation | Commissioner for Transport and Communications                                                           | (Colonel) Alhaji David A. Iddisah (im April 1976); (Lieutenant-Colonel) T. T. Kutin (im März 1977); Eric R.K. Dwemoh (im April 1978)                             |
| Kommissar für Information | Commissioner for Information                                                                            | (Brigadier) Robert Kotei (im April 1976); (Colonel) Parker H.S. Yarney (April 1978)                                                                              |
| Kommissarin für Bildung, Jugend und Kultur | Commissioner for Education, Youth and Culture                                                           | Ellis Owusu-Fordwor |
| Kommissar für Angelegenheiten des Nationalen Erlösungsrates | Commissioner for NRC Affairs                                                                            | E. K. Buckman |
| später umbenannt in: | | E. K. Buckman |
| Kommissar für Angelegenheiten des Obersten Militärrates | Commissioner for SMC Affairs                                                                            | E. K. Buckman |
| im März 1977 ist zusätzlich noch erwähnt: | | |
| Kommissar und Sonderberater des Staatschefs | Commissioner and Special Adviser to the Head of State                                                   | Joe E. Appiah |
| nach März 1977 kamen noch hinzu: | | |
| Kommissar für Verbraucherangelegenheiten | Commissioner for Consumer Affairs                                                                       | Kofi Badu |
| Kommissar für Mineralöl und Energie | Commissioner for Fuel and Power                                                                         | (Lieutenant-Colonel) Abdulai Ibrahim |

## Regionalkommissare
| Regionalkommissare Ghanas (1974–1978) | Regionalkommissare Ghanas (1974–1978) | Regionalkommissare Ghanas (1974–1978) |
| ------------------------------------- | --- | ------------------------------------- |
| Region                                | Regionalkommissar (Regional Commissioner)                                                                                                  |                                       |
| Ashanti Region                        | (Major) R. Kujiku (im April 1976) (Commander) Godwin E. Osei (im April 1978) (Lieutenant-Colonel) O. K. Abrefa (im März 1977)              |                                       |
| Brong-Ahafo Region                    | (Lieutenant-Colonel) O. Abrefa (im April 1976); (Lieutenant-Colonel) W. A. Thompson (im April 1978)                                        |                                       |
| Central Region                        | (Major) Dawuni (im April 1976); (Lieutenant-Commander) John A.K. Otoo (im April 1978)                                                      |                                       |
| Eastern Region                        | (Lieutenant-Colonel) Kwaku Takyi (im April 1976); (Lieutenant-Colonel) O. K. Abrefa (im April 1978); (Commander) G. E. Osei (im März 1977) |                                       |
| Greater Accra Region                  | (Lieutenant-Colonel) W. Thompson (im April 1976); (Major) I. K. Kujiku (im März 1977); (Lieutenant-Colonel) R. K. Zumah (im April 1978)    |                                       |
| Northern Region                       | (Major, später: Lieutenant-Colonel) R. K. Zumah (im April 1976); (Lieutenant-Colonel) L. K. Kodjiku (im April 1978)                        |                                       |
| Upper Region                          | (Major, später: Lieutenant-Colonel) M. Ofori-Akuamoah (im April 1976); (Major) M. Djabaa (im April 1978)                                   |                                       |
| Volta Region                          | (Major, später: Lieutenant-Colonel) G. K. Amevor                                                                                           |                                       |
| Western Region                        | (Lieutenant-Commander) John A.K. Otoo (im April 1976); (Lieutenant-Colonel) E. J. Dawuni (im April 1978)                                   |                                       |

## Sonstige
Oberster Richter (Chief Justice):
- Samuel Azu Crabbe (im Jahre 1972, im April 1976)
- F. K. Apaloo

Richter des Hohen Gerichtes (High Court Judges):
- im Dezember 1972, im April 1976: Annie R. Jiagge, J. Kingsley-Nyinah, E.N.P.Sowah, P.E.N.K. Archer, R. J. Hayfron-Benjamin, G. Koranteng-Addow, Sampson Baidoo, J. S. A. Anterkyi, D. F. Annan, Enoch Edusei, R. H. Francois, S. M. Boison, E. K. Wiredu
- im April 1978: Annie R. Jiagge, J. Kingsley-Nyinah, E.N.P.Sowah, P.E.N.K. Archer, R. J. Hayfron-Benjamin, D. F. Annan, R. H. Francois, P. D. Anin, G. S. Lassey

## Palastputsch durch Fred Akuffo
Im Juli 1977 verkündete Staatschef Acheampong ein Programm für die Rückkehr zur zivilen Staatsverwaltung nach dem der sog. „Koranteng-Addow“-Bericht des „Komitees der Ghanaer“ eine Nicht-Parteien-Unionsregierung vorgeschlagen hatte. Ein entsprechendes nationales Referendum, das am 30. März 1978 abgehalten wurde, zeigte angeblich eine Mehrheit zugunsten der vorgeschlagenen Unionsregierung. Nach der Machtübernahme durch Generalleutnant Fred Akuffo am 5. Juli 1978, erklärte dieser zunächst, den gefassten Plan weiter voranbringen zu wollen und es wurde eine Kommission zur Ausarbeitung einer neuen Verfassung eingesetzt. Ein erster Verfassungsentwurf wurde im Herbst 1978 vorgeschlagen, demgemäß jedoch eine Regierung auf eine exekutive Präsidentschaft und ein separates Parlament basieren sollte. Auf öffentlichen Druck hin erklärte daraufhin Akuffo im Dezember 1978, dass das Parteienverbot von 1972 mit Wirkung des 1. Januar 1979 aufgehoben sei, vor allem nachdem der vorgeschlagene Entwurf in einer verfassungsgebenden Versammlung, (bestehend aus 120 Mitgliedern, von denen 64 durch die neu gewählten lokalen Konzilien und 29 durch den Obersten Militärrat erwählt worden waren) durchdiskutiert worden war. Der fertige Entwurf der neuen Verfassung wurde dem Obersten Militärrat im Mai 1979 übergeben und für Juni 1979 allgemeine Wahlen geplant.